# 3. Korps Zenica

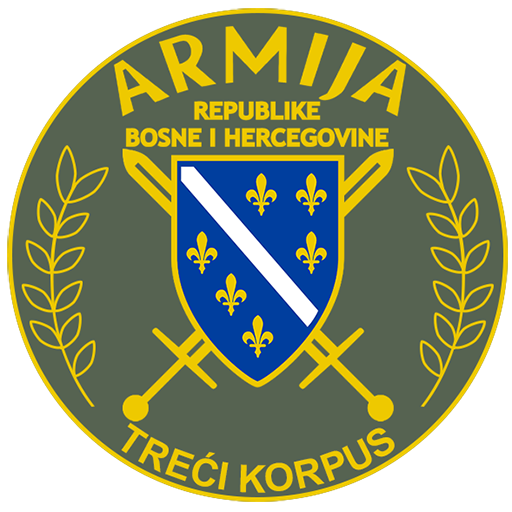
Abzeichen des 3. Korps Zenica

Das 3. Korps der Armee der Republik Bosnien und Herzegowina (bosnisch Treći korpus Armije Republike Bosne i Hercegovine) mit Sitz in Zenica, war eines von sieben Korps der bosnischen Armee. Das 3. Korps wurde während des Bosnienkriegs am 9. November 1992 auf Befehl des obersten Generals Sefer Halilović aufgestellt.

## Einsatzgebiet
Das 3. Korps war für die Region um Zenica sowie zahlreiche weitere Gemeinden wie z. B. die Gemeinde Banja Luka zuständig.

## Kommandant
- Enver Hadžihasanović

## Brigaden
- Vojna policija 3. korpusa
- 7. muslimanska brdska brigada
- 17. brigada
- 306. brigada
- 325. brigada
- 309. brigada
- 325. brigada
- 333. brigada
- 318. brigada
- 319. brigada
- 307. brigada
- 308. brigada
- 312. brigada
- 372 brigada garava, Tešanj
- 373 motorizovana brigada, Doboj
- 374 brigada Teslić
- 377 Pousorska ljuta brigada Jelah
- 301. brigada
- 303. brdska brigada
- 314. brigada
- El Mudžahid

## Kriegsverbrechen
Einheiten des Korps werden für Kriegsverbrechen an kroatischen Militär- und Zivilpersonen verantwortlich gemacht, z. B. die 306. Gebirgsbrigade, die 7. muslimische Gebirgsbrigade und die Mudschahedin-Einheit El Mudžahid für das Massaker von Maline.

## Quelle
- www.vojska.net